# Снежный человек: Незабываемая встреча
«Снежный человек: Незабываемая встреча» (англ. Big Foot: The Unforgettable Encounter) — американский художественный кинофильм 1994 года.

## Сюжет
Маленький мальчик Коди потерялся в Северо-западном лесу. Его сразу не находят, и через некоторое время он попадает в медвежий капкан, где на него нападает свирепый медведь гризли. К счастью, мальчика спасает дружелюбный Снежный человек (Большеногий). Между Большеногим и мальчиком завязывается дружба.
Позже Коди становится свидетелем ловли Большеногого. Теперь настаёт его очередь спасти своего необычного друга от тех, кто хочет захватить и использовать Большеногого. На помощь мальчику приходит охотник Ник, помогающий животным, добрая Саманта — и вместе им удаётся уберечь Снежного человека от опасности. Это приключение, несколько ограниченное в действии, с большим количеством видов природы, было снято специально для маленьких детей.

## В ролях
- Гари Малонсон — Большеногий
- Брайан Авери — Закери
- Мэтт МакКой — охотник (рейнджер) Ник
- Кристалл Чэппелл — Саманта
- Клинт Хауард — Гари
- Рэнс Хауард — Тод Бранделл
- Зэкэри Тай Брайан — маленький мальчик Коди
- Дэвид Раше — Чез Фредерик